# My Shocking Story
My Shocking Story è un programma di Discovery Channel prodotto da Discovery Channel UK, il programma intervista con malattie rarissime o casi particolari della medicina.
Tuttora va in onda su Discovery Channel in Italia, su Channel Seven in Australia e su The Learning Channel negli Stati Uniti.

## Episodi

### Prima serie
- Half-Man Half-tree (Mezzo uomo, Mezzo albero), il caso dell'indonesiano Dede Kosawa, affetto da un caso raro di papilloma virus.
- World's Fattest Kids (Il bambino più grasso), il caso della sedicenne americana Corinna con un forte obesità e pesa 155 chili.
- My Big Foot (Il mio piede gigante), il caso dell'americana Vicki Borken che ha un piede notevolmente ingrossato a causa di un linfedema.
- The Man With No Face (L'uomo senza faccia), il caso del portoghese José Mestre colpito da un tumore in faccia ed ha perso il volto.
- World's Smallest Mom (La mamma più piccola), il caso dell'americana Cristianne Ray, di vent'anni alta 85 cm, affetta da nanismo.
- World's Smallest Kids (Il bambino più piccolo), il caso della canadese di 4 anni Tyler White, alta 88 centimetri che pesa meno di 8 kg affetta da nanismo primordiale.

### Seconda serie
- Coma Miracle (Miracolo dopo il coma), il caso dell'olandese Louis Viljoen che è uscito dal coma dopo 5 anni.
- Burnt and Survived (Bruciato e sopravvissuto), il caso di Mike Osborne, sopravvissuto con ustioni sull'80% del corpo.
- Which Sex Am I? (Di che sesso sono?), il caso del filippino Jacob, nato ermafrodita con pene, testicoli e utero.
- World's Heaviest Man (L'uomo più pesante), il caso del messicano Manuel Uribe che pesa 555 kg.
- Reconstruct My Face (Ricostruisci la mia faccia), il caso dell'inglese Steven Johnson a cui è stata ricostruita la faccia.
- Can't Stop Growing (Non smetto di crescere), il caso dell'inglese Mandy Sellers di 31 anni, affetto dalla sindrome di Proteo.
- Rewire My Brain (Ricollegare il cervello), il caso di Robert Jensen affetto da tumore al cervello.
- Save Me Before I'm Born (Salvami prima di nascere), il caso di Sonja e Olivia, nati con problemi durante il parto.
- Sleep Sex (Dormire durante il sesso), alcuni casi di sexsomnia, cioè di sonnambulismo durante l'atto sessuale.
- Dying To Sleep (Sonno mortale), una famiglia americana colpita da insonnia familiare fatale.
- The Boy With The Divine Powers (Il ragazzo con i poteri soprannaturali), il ragazzo nepalese Ram Bhadur Bomjon in meditazione buddista da cinque anni senza mangiare, bere, dormire.
- A New Face For Marley (Una nuova faccia per Marley), la tredicenne haitiana Marlie Casseus ha la faccia distrutta da una forma rara di displasia fibrosa.